# Chiesa di San Siro Vescovo (Rota d'Imagna)
La chiesa di San Siro Vescovo è la parrocchiale di Rota d'Imagna della provincia e diocesi di Bergamo del vicariato di Rota d'Imagna. La parrocchia di San Siro e di San Gottardo fu istituita nel XIV secolo, con l'unione della chiesa con quella di San Gottardo.

## Storia
Una chiesa intitolata al santo vescovo risulta presente dal XIV secolo ma non vi sono certe documentazioni. 
Documentata una lettera del 1524 nel quale il vicario del vescovo di Bergamo indicata parroco di Rota d'Imagna don Nicola di Rota. Ma non si ha certa documentazione delle caratteristiche di questo primo edificio di culto, di piccole dimensioni, vi è a testimonianza una pietra usata durante la ricostruzione ma posta capovolta sul portale della sagrestia che indica la data MCCCLIII anche se molto rovinata, ma sicuramente risalente al tardo gotico. In quegli anni il ducato di Bergamo fu unito a quello di Pavia e a questo si deve l'intitolazione al santo vescovo.
Le relazioni delle visite pastorali permettono una ideale ricostruzione dell'edificio. La chiesa fu visitata dal vescovo Pietro Lippomano che scrisse la chiesa come satis pulchra, e nel 1575 da san Carlo Borromeo, che scrisse "sufficientemente ampia per il numero della popolazione, decorata, ricca di pitture e con cinque altari". Da questa documentazione si rileva che l'edificio ha caratteristiche differenti dalla chiesa che fu poi edificata nel Settecento. La chiesa aveva il classico orientamento a est ed era preceduta da un portico e da un grande portale poi conservato. Vi era un'unica aula con l'altare maggiore coperto da una grande volta; la completavano quattro altari e due cappelle. La minore intitolata a san Antonio abate, e una a san Siro di Pavia. Tutta l'aula era decorata da affreschi. Fu don Domenico Pelaratti a scrivere un testo dove elencava tutte le opere che erano presenti nel 1748. Da questa documentazione è stato possibile rilevare che la chiesa fu ingrandita una prima volta nel 1470, l'iscrizione è conservata sopra la porta della sagrestia: "1470 Die 20 Mensis Septembris. Ego Joannej filius magistri Antonii de Marinonibus de Desenzano pinxi hoc opus". Di questo periodo è documentata la presenza del pittore Giovanni Marinoni che realizzò gli affreschi della chiesa tra il 1465 e il 1473. Queste pitture si persero nella ricostruzione successiva. Sempre il documento di don Pelaratti vi è la descrizione degli affreschi posti sulla facciata raffiguranti san Cristoforo col Bambino e la definizione: "Anno Dni Chr. 1506 Die 7 mensis Maij".

La chiesa fu consacrata il 10 giugno 1511 dal vescovo di Capodistria Bartolomeo Assonica.
L'edificio fu completamente ricostruito nel Settecento per volontà dell'allora parroco don Giovanni Quarenghi. La costruzione fu terminata nel 1765 come indicherebbe l'epigrafe presente sulla facciata. Il porticato fu realizzato successivamente, alla fine del XVIII secolo. L'istituzione della parrocchia sarebbe da indicare durante il vescovato di Polidoro Foscari che aveva elevato a parrocchie una ventina di chiesa sul territorio bergamasco.

## Descrizione

### Esterno
La chiesa è posta sopra un'altura con la torre campanaria lontana, costruita insieme all'edificio della canonica. La facciata si sviluppa su due ordini ed è preceduta da un porticato opera di Giacomo Quarenchi completo di quattro colonne in arenaria con l'arco centrale pensile sostenuto dalle colonne delle aperture laterali. La facciata è tripartita da sei lesene, due centrali e due accoppiati laterali, complete di zoccolatura che percorre poi tutto il perimetro della chiesa, e che sorreggano la cornice marcapiano. L'ordine inferiore ha l'ingresso principale con portale del XVIII secolo completo di paraste e architrave in pietra nera decorata. L'ordine superiore di misura leggermente inferiore, prosegue con la ripartizione a lesene coronate da capitelli sempre in pietra arenaria che sorreggono la trabeazione divisa e il timpano triangolare con contorno affettante.

### Interno
L0interno a navata unica a pianta rettangolare, si sviluppa in cinque campate divise da lesene complete di capitelli d'ordine corinzio che sorreggono la trabeazione da dove parte la volta a botte. Gli affreschi della volta, furono ridipinti nel 1906 da Giovanni Cavalleri di Sabbio. Mentre i tre affreschi della zona absidale e quello raffigurante Transito di San Giuseppe con sacra famiglia sono di Antonio Sibella del 1885. Tutta l'aula presenta dipinti e stuccature settecentesche.